# 欧洲中部夏令时间
| 淺藍 | 欧洲西部时间／格林尼治標準時間（UTC）                       |
| 藍色 | 欧洲西部时间／格林尼治標準時間（UTC）                       |
| 藍色 | 欧洲西部夏令时间／英国夏令时／愛爾蘭標準時間（UTC+1）       |
| 紅色 | 欧洲中部时间（UTC+1）                                       |
| 紅色 | 欧洲中部夏令时间（UTC+2）                                   |
| 黃色 | 欧洲东部时间／加里宁格勒时间（UTC+2）                       |
| 金色 | 欧洲东部时间（UTC+2）                                       |
| 金色 | 欧洲东部夏令时间（UTC+3）                                   |
| 淺綠 | 歐洲极东時間／莫斯科时间／土耳其時間（UTC+3）               |
| 青綠 | 亞美尼亞時間／亞塞拜然時間／喬治亞時間／薩馬拉時間（UTC+4） |

欧洲中部夏令时间（英語：Central European Summer Time，简称CEST）比世界标准时间（UTC）早两个小时的时区名称之一。它被大部分欧洲国家和部分北非国家在夏天采用，冬季这些国家使用欧洲中部时间（UTC+1）。
欧洲中部夏令时间也被称为欧洲中部白天时间（英語：Central European Daylight Time），缩写CEDT。

## 使用国家和地区
下列国家和地区夏天使用欧洲中部夏令时间，从每年3月最后一个周日1:00开始，到10月的最后一个周日1:00结束。
- 阿尔巴尼亚，1974年开始。
- 安道尔，1985年开始。
- 奥地利，1980年开始。
- 比利时，1980年开始。
- 波斯尼亚和黑塞哥维那，1983年开始。
- 克罗地亚，1983年开始。
- 捷克，1979年开始。
- 丹麦，1986年开始。
- 法国，1976年开始。
- 德国，1980年开始。
- 直布罗陀，1982年开始。
- 匈牙利，1980年开始。
- 意大利，1966年开始。
- 列支敦士登，1981年开始。
- 卢森堡，1977年开始。
- 北马其顿，1983年开始。
- 马耳他，1974年开始。
- 摩纳哥，1976年开始。
- 黑山，1983年开始。
- 荷兰，1977年开始。
- 挪威，1980年开始。
- 波兰，1977年开始。
- 圣马力诺，1966年开始。
- 塞尔维亚，1983年开始。
- 斯洛伐克，1979年开始。
- 斯洛文尼亚，1983年开始。
- 西班牙，1974年开始。（除加那利群岛以外）
- 瑞典，1980年开始。
- 瑞士，1981年开始。
- 突尼西亞，2005年开始。
- 梵蒂冈，1966年开始。

葡萄牙在1993年到1995年也使用欧洲中部夏令时间。